# Anton Kaufmann (Beamter)
Anton Kaufmann (* 21. August 1885 in Buchen; † 30. Dezember 1948 in Karlsruhe; katholisch) war ein  seit 1903 im badischen Staatsdienst stehender Verwaltungsaktuar.

## Familie
Anton Kaufmann war der Sohn des Landwirts Anton Josef Kaufmann (* 7. Februar 1839 in Buchen; † 14. April 1897 ebenda) und der Maria Anna geborene Kreukler (* 1. September 1841 in Buchen; † 23. Mai 1898 ebenda). Er heiratete am 1. Mai 1915 Josephine Theresie geborene Flum (* 17. November 1888), Tochter des Anton Flum, Landwirt und Lagerhausverwalter in Buchen. Aus dieser Ehe entstammen zwei Kinder: Anneliese (* 16. Mai 1917) und Rolf Anton (* 5. Dezember 1922).

## Ausbildung und Beruf
Nach dem Besuch der Volksschule Buchen von 1891 bis 1896 besuchte Kaufmann bis zur Obertertia die Höhere Bürgerschule in Buchen. Ab dem 16. August 1901 begann er eine Verwaltungsausbildung zum Aktuar beim Bezirksamt Buchen. Bis zur Verwaltungsaktuarsprüfung im November 1903 durchlief er noch folgende Stationen während der Ausbildung: Amtsgericht Buchen, Bezirksamt Lörrach und Bezirksamt Waldshut. Danach war er bis 1913 als Verwaltungsaktuar bei den Bezirksämtern Lahr, Ettenheim, Buchen und Tauberbischofsheim tätig. Zwischen 1913 und 1920 war er als Aushilfe beim Bezirksamt Heidelberg, beim Bezirksamt Säckingen und beim Bezirksamt Buchen tätig. In dieser Zeit erfolgte 1919 seine Beförderung zum Verwaltungssekretär und 1920 zum Verwaltungsobersekretär. Am 1. Oktober 1927 wurde er zum Verwaltungsinspektor befördert und ab 1930 Leiter der Abteilung Fürsorgewesen beim Bezirksamt Buchen. 1934 wechselte er zur Polizeidirektion Baden-Baden. Am 1. Januar 1938 ging er als Verwaltungsoberinspektor zum Landkreis Karlsruhe, 1942 wurde er zum Regierungsoberinspektor befördert.
Vom 8. Mai bis 21. Juni 1945 und vom 9. September bis 7. Oktober 1945 wurde er von der französischen Militärregierung zum provisorischen Landrat beim Landratsamt Karlsruhe ernannt. Am 15. November 1945 entließ man ihn wegen Mitgliedschaft in der NSDAP aus dem Dienst. Am 22. November 1946 wurde er durch Urteil der Spruchkammer  als Mitläufer entnazifiziert. Am 21. März 1947 erfolgte seine Wiedereinstellung beim Landratsamt Karlsruhe als Sachbearbeiter der Gewerbe- und Handelsabteilung.
Neben seinem Beruf engagierte sich Anton Kaufmann von 1919 bis 1933 als Vertreter der Beamtenschaft im Gemeinderat in Buchen und von 1924 bis 1931 als Vorsitzender des Reichsbanners Schwarz-Rot-Gold in Buchen. Er saß außerdem im Verwaltungsrat der Sparkasse Buchen und war Vorsitzender des Aufsichtsrates des Konsumvereins Buchen GmbH.

## Politische Betätigung
von 1920 bis 1932 war er Mitglied der Deutschen Staatspartei und 1921 Ersatzmann der Deutschen Demokratischen Partei im Wahlkreis VII (Heidelberg-Mosbach) bei den Landtagswahlen. Am 1. Mai 1937 traf Kaufmann in die NSDAP ein.

## Auszeichnungen
- 1916: Eisernes Kreuz 2. Klasse
- 1917: Badische Karl Friedrich-Militär-Verdienstmedaille in Silber
- 1918: Verwundetenabzeichen schwarz
- 1934: Frontkämpfer-Ehrenkreuz
- 1938: Silbernes Treudienst-Ehrenzeichen
- 1942: Kriegsverdienstkreuz 2. Klasse